# Chrotomys sibuyanensis
Chrotomys sibuyanensis és una espècie de mamífer rosegador de la família dels múrids. És endèmic de l'illa de Sibuyan (Filipines), on viu a altituds d'aproximadament 1.325 msnm. El seu hàbitat natural són els boscos molsosos. Està amenaçat per la tala d'arbres il·legal i l'artigatge. El seu nom específic, sibuyanensis, significa ‘de Sibuyan’ en llatí.